# Zakámensk
Zakámensk (en ruso : Зака́менск) es una ciudad de Rusia perteneciente a la república de Buriatia. Está situada a 344 kilómetros  al suroeste de Ulán-Udé, muy cerca de la frontera con Mongolia. Es el centro administrativo del raión de Zakámenski. Su población en el año 2006 era de 13.077 habitantes.
La localidad fue en primer lugar un campo de mineros, creado en 1893 con el nombre de Gorodok. Recibió el estatuto de ciudad en 1944 y tomó el nombre de Zakámensk en 1959.

## Evolución Demográfica
| 13,700                     | 13,200 | 15,600 | 12,709 | 13,077 |
| (Fuente: [cita requerida]) |        |        |        |        |

- Datos: Q136585
- Multimedia: Zakamensk / Q136585